# Sigma Ophiuchi
Sigma Ophiuchi (49 Ophiuchi) é uma estrela na direção da constelação de Ophiuchus. Possui uma ascensão reta de 17h 26m 30.88s e uma declinação de +04° 08′ 25.2″. Sua magnitude aparente é igual a 4.34. Considerando sua distância de 1173 anos-luz em relação à Terra, sua magnitude absoluta é igual a −3.44. Pertence à classe espectral K3IIvar.